# 番茄沙司

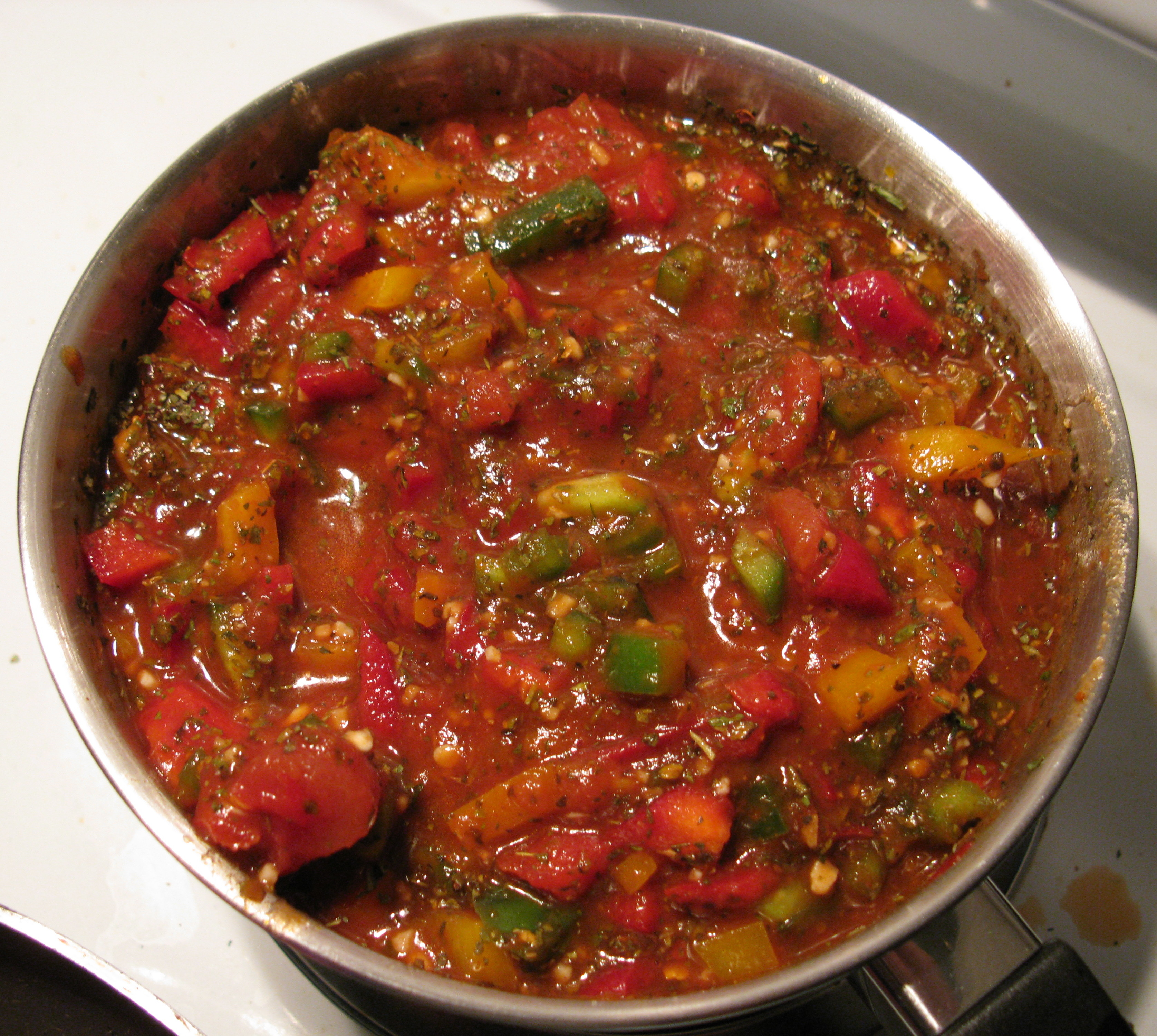
番茄醬，其中包含番茄泥、切碎的番茄、甜椒（紅、黃、綠），包括種子。加上新鮮的大蒜、羅勒、牛至、辣椒粉、卡疆粉（cajun seasoning）、紅辣椒碎、香菜、橄欖油作為調味。

番茄醬（英語：Tomato sauce, Neapolitan sauce），又稱番茄沙司、番茄漿，是指使用番茄作為主要材料製成的醬汁，除番茄外，也可能加入小量的糖及鹽。通常作為菜餚的一部分，而不是只作為調味品。這種醬汁最早出現在番茄是發源地的中美洲一帶，即現在的墨西哥至秘魯，番茄傳入歐洲後被廣泛使用在多種菜式，尤其在南歐地區是菜式的基本醬料，包括成為意大利粉的主要醬料之一，又稱「意大利麵醬」或「意粉醬」。番茄醬通常用來烹調肉類和蔬菜，也可用作墨西哥辣汁的基礎材料。番茄擁有豐富的味道，含大量水份，柔軟及容易分解的果肉，隨著烹飪過程時即可增稠成醬汁（不需時增稠劑）。這些條件也是使番茄成為一個理想選擇，是簡單而誘人的醬料材料。番茄醬、番茄糊、番茄汁的中文名稱雖然很相似，但成分有別，前兩者的大部分成分是番茄，但濃度以番茄糊較高，番茄汁的成分通常含有醋及其他調味成分，番茄含量相對較低。

## 類似食物
- 番茄沙司（sauce）：煮好的醬汁，以番茄為基底，加了其他蔬菜、鹽等材料，常帶有固體，用在義大利麵等食物，包括義大利式蕃茄醬、番茄肉醬。
- 番茄醬（ketchup）：調味料或沾醬，加了醋、糖、鹽、香料，通常是很一致的黏稠液體，有時不用番茄製作，常用來沾薯條或加在日式蛋包飯上面，
- 番茄糊（paste）：烹飪食材，純番茄製作，最濃稠。
- 纯番茄汁（purée）：烹飪食材，純番茄製作，較稀。